# Suzuki APV
Il Suzuki APV è un veicolo commerciale leggero prodotto dalla casa automobilistica giapponese Suzuki in Indonesia a partire dall'inizio del 2004.

## Caratteristiche
Il Suzuki APV è un modello di veicolo commerciale della gamma Suzuki destinato ai mercati emergenti che, grazie alla lunghezza di 4,22 metri, si posiziona un gradino più in alto (anche per prezzo) rispetto al Suzuki Carry
Viene prodotto anche in una versione monovolume per il trasporto passeggeri con abitacolo a sette posti e in una versione pick-up con cabina a due posti e cassone posteriore. 
Il nome APV è un acronimo di All Purpose Vehicle.

### Debutto
Progettato esclusivamente per i mercati emergenti l'APV debutta ufficialmente nel marzo del 2004 in Indonesia nella versione furgone lastrata a due posti e la versione monovolume con abitacolo a sette posti. Utilizza un pianale di base di nuova concezioni a longheroni con motore anteriore e trazione posteriore con sospensioni anteriori di tipo a ruote indipendenti con schema MacPherson e un retrotreno ad assale rigido con balestre sulla versione pick-up e furgone mentre la monovolume utilizza un assale rigido a tre bracci e molle elicoidali.
La vettura venne progettata e disegnata dal centro ricerche e sviluppo della Suzuki Indomobil Motor in Indonesia e la produzione parte nello stabilimento di Bekasi nel marzo 2004. L'anno successivo venne esportato in oltre 80 paesi.
Nel novembre 2007 venne presentato un restyling per la versione monovolume dove venne modificato il frontale con nuovi fanali esagonali, nuova calandra anteriore e un nuovo paraurti mentre all'interno venne introdotta una nuova plancia con inserti in finto legno, strumentazioni e comandi ereditati dalla Suzuki Swift e venne migliorata l'insonorizzazione dell'abitacolo. Inoltre venne presentata anche una versione più lussuosa denominata APV Arena con dotazione arricchita comprensiva di airbag frontali, quattro vetri elettrici, sedili in tessuto chiari o in similpelle e bocchette d'aerazione per i passeggeri posteriori.

### Esterni ed interni

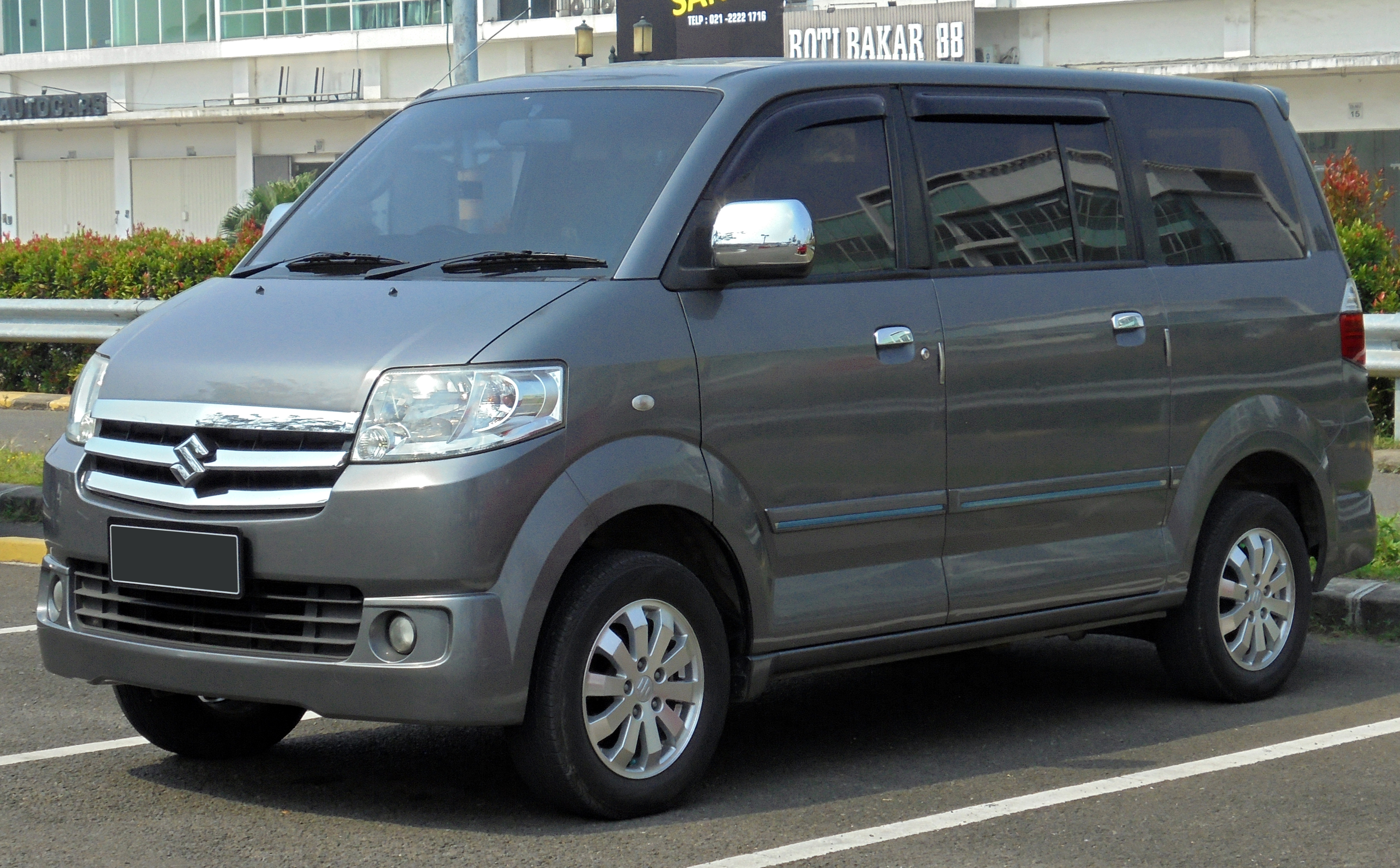
2014 Suzuki APV Arena (monovolume)

Esteriormente il design riprende i tratti del linguaggio stilistico Suzuki inaugurato dalla Swift del 2005 con la calandra esagonale anteriore di piccole dimensioni e agli estremi i fanali a trapezio e paraurti con ampie prese d'aria nella parte bassa. La coda verticale presenta piccoli fanali verticali con il portellone classico apribile verso l'alto. la carrozzeria è lunga 4,155 metri, larga 1,655 metri e alta 1,860 e 1,880 (a seconda delle versioni). Il modello top di gamma APV Arena per via dei paraurti specifici di dimensioni maggiori è lungo 4,225 metri.
Gli interni presentano una plancia ampia dalle forme arrotondate (simile a quella del modello Swift) con sistema multimediale al centro, strumentazione con quadranti "a binocolo" e a pagamento la telecamera posteriore. I sedili posteriori (se presenti) sono ribaltabili. L'abitacolo può ospitare due persone (versione Van e pick-up) oppure sette persone (la versione monovolume).Sulle versioni Van a due posti il vano di carico misura una lunghezza pari a 2,005 metri, larghezza massima di 1,380 metri e altezza di 1,230 metri.

### Motori
I motori previsti sono due alimentati a benzina e abbinati ad un cambio manuale a cinque rapporti o automatico a quattro rapporti:
- 1.5 G15A SOHC 16V da 91 CV;
- 1.6 G16A SOHC 16V da 92 CV;

## Versione a marchio Mitsubishi

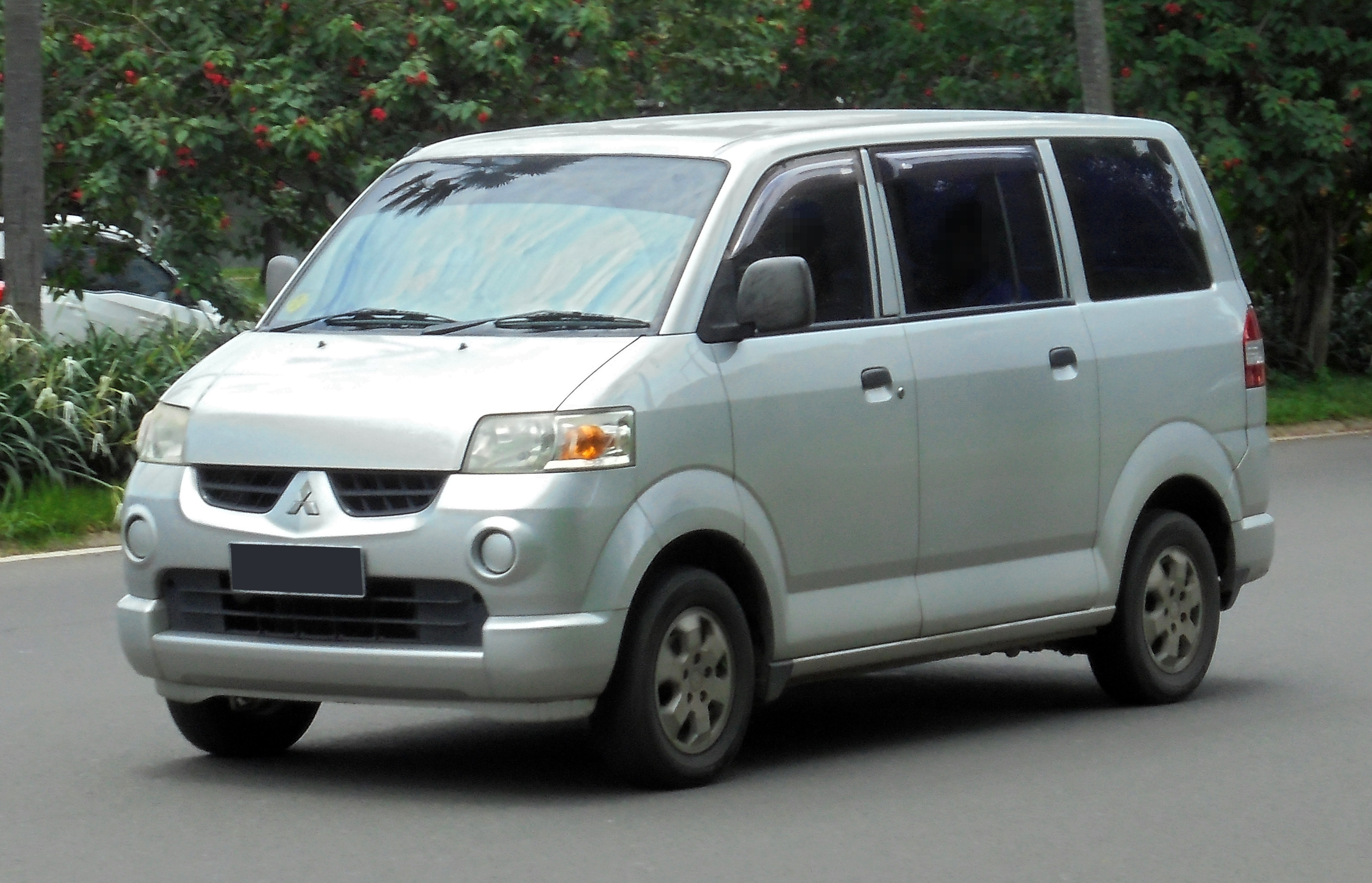
Mitsubishi Maven

L'APV è stato venduto da Mitsubishi Motors in Indonesia dal 2005 al 2009 ribattezzato Mitsubishi Maven. Presenta lievi modifiche estetiche ed è stato commercializzato in due livelli di allestimento, GLX e GLS; entrambi alimentati dal motore a benzina Suzuki a 4 cilindri SOHC 4G15 da 1.5.